# Oberösterreichischer Blasmusikverband
Der Oberösterreichische Blasmusikverband (OÖBV) ist der Landesblasmusikverband des Landes Oberösterreich im Österreichischen Blasmusikverband.

## Geschichte
Die Ursprünge des Blasmusikwesens in Oberösterreich reichen ins 18. Jahrhundert zurück, wobei die Militärmusik von zentraler Bedeutung war. Da die Blasmusik insbesondere seit Anfang des 20. Jahrhunderts hohe Popularität genießt, führte dies zur Gründung von übergeordneten Interessenverbänden. Der Lambrechtener Lehrer Eduard Munninger initiierte 1928 die Organisation eines solchen Dachverbandes, der am 28. April 1929 in Linz gegründet wurde und bei dem Munniger erster Obmann war und er die Oberösterreichische Musikzeitung als Vereinspublikationsorgan gründete. Munninger organisierte außerdem 1934 den ersten österreichweiten Kapellmeisterkurs. Mit dem Anschluss Österreichs an Hitler-Deutschland wurde der Dachverband aufgelöst. Nach dem Zweiten Weltkrieg wurde der Oberösterreichische Blasmusikverband am 12. Juni 1948 unter maßgeblicher Initiative von Karl Moser in Linz, an die Organisation der Zeit vor 1938 anschließend, gegründet. Erster Obmann wurde Hans Scheichl.

## Gliederung
Der OÖBV besteht heute aus 16 Bezirksverbänden, also einem Verband pro politischem Bezirk, wobei Wels-Stadt und Wels-Land sowie Steyr-Stadt und Steyr-Land jeweils zusammengefasst sind. Der OÖBV hat 478 Mitgliedskapellen und über 24.000 Musikern.

## Aufgaben
Aufgaben des OÖBV sind die Pflege der Blasmusik und der österreichischen Blasmusiktradition, die Förderung und Verbreitung zeitgenössischer österreichischer Blasmusik, die fachliche Förderung und Vertretung der Musikkapellen Oberösterreichs, die Förderung begabter Jungmusiker, die Zusammenarbeit mit regionalen, nationalen und internationalen Organisationen gleichen Interesses.

## Präsidenten / Obmänner
- 1929–1938 Eduard Munninger
- aufgelöst 1938, 1948 wiedergegründet
- 1948–1951 Hans Scheichl
- 1952–1970 Albert Weinschenk
- 1970–1985 Sepp Achleitner
- 1985–1992 Josef Mayr-Kern
- 1992–2019 Josef Lemmerer[1]
- seit 2019 Alfred Lugstein[1]

## Landeskapellmeister
- 1948–1952/1954 Johann Holzinger
- 1954–1955 Hans Duchatschek
- 1955–1958 Emil Rameis
- 1958–1991 Rudolf Zeman
- 1991–2019 Walter Rescheneder[1]
- seit 2019 Günther Reisegger[1]